# 武当路街道
武当路街道，是中华人民共和国湖北省十堰市茅箭区下辖的一个乡镇级行政单位。

## 行政区划
武当路街道下辖以下地区：
顾家岗社区、龚家湾社区、路北社区、马家河社区、铁三处社区、韩家沟社区、顾家村、堰口村和马家河村。